# Errinopora cestoporina
Errinopora cestoporina is een hydroïdpoliep uit de familie Stylasteridae. De poliep komt uit het geslacht Errinopora. Errinopora cestoporina werd in 1983 voor het eerst wetenschappelijk beschreven door Cairns. 